# Bataille d'Ortona
Seconde Guerre mondiale
Batailles
Invasion de la Sicile
- Lampedusa
- Corkscrew
- Mincemeat
- Barclay
- Animals
- Chestnut
- Narcissus
- Fustian
- Ladbroke
- Gela
- Troina
- Centuripe

Invasion de l'Italie
- Baytown
- Avalanche
- Rome
- Slapstick
- Armistice de Cassibile
- Achse
- Naples
- Bombardement du Vatican
- Ligne Volturno
- Libération de la Corse
- Ligne Barbara
- Bombardement de Bari

Ligne Gustave
- Ligne Bernhardt
- Raincoat
- San Pietro Infine
- Rivière Moro
- Ortona
- Rivière Rapido
- Monte Cassino
- Shingle
- Cisterna
- Diadem
- Strangle
- Ligne Trasimene
- Libération de Rome
- Ancône
- Brassard

Ligne gothique
- Rimini
- Saint-Marin
- Gemmano
- Montecieco
- Monte Castello
- Garfagnana

Offensive du printemps 1945
- Tombola
- Bowler
- Roast
- Bologne
- Argenta Gap
- Herring
- Collecchio

Guerre civile italienne
La  Bataille d'Ortona (20-28 décembre 1943) est un combat opposant deux bataillons de parachutistes d'élite de la 1re division allemande, sous les ordres du lieutenant-général Richard Heidrich, et les troupes canadiennes d’assauts de la 1re division d'infanterie canadienne sous les ordres du major-général Christopher Vokes. La première division canadienne était essentiellement constituée de recrues pour qui l'invasion de la Sicile constitue la première expérience de combat.
La bataille d’Ortona est le point culminant des combats sur la côte italienne de l’Adriatique durant le mois de décembre 1943, connu sous l’appellation « décembre sanglant ».
La bataille est aussi connue sous le nom de « Stalingrad italienne »  en raison de la brutalité des combats rapprochés aggravés par les décombres chaotiques de la ville et les dispositifs pièges utilisés des deux côtés. La bataille se déroula dans la petite ville italienne d'Ortona, sur la mer Adriatique, ville comptant 10 000 habitants en temps de paix.
S'inscrivant dans le cadre de la campagne d'Italie, la bataille de la libération d'Ortona a fait 2 300 victimes canadiennes en un mois, dont 500 morts avant que la ville ne soit libérée par les Alliés,.

## Contexte

Villes autour de la Rivière Moro. Ortona était une ville d'importance stratégique, car elle était l'un des rares ports en eau profonde d'Italie sur la côte est.

À la fin de l'année 1943, la campagne d'Italie avait comme objectif de détourner les forces allemandes du territoire français ainsi que d'en réduire les effectifs. De fait le débarquement de Normandie est en planification pour le printemps ou l'été suivant. Tel que le précise une source :« En divisant les forces nazies en plusieurs fronts séparés, les Alliés empêcheraient Hitler de porter un coup fatal à l'URSS ou de centraliser une armée invincible le long de la côte de Normandie »,.
L'offensive de la 8e armée britannique sur les lignes défensives de la ligne Gustave à l'est des Apennins avait débuté le 23 novembre avec la traversée du fleuve Sangro. À la fin du mois, les principales défenses de la ligne Gustave avaient été percées et les troupes alliées progressent vers la rivière Moro, se trouvant à 6,4 km  au nord de la ville d'Ortona. Lors de la traversée de la rivière Moro au début du mois de décembre 1943, la 78e Division d'infanterie britannique, positionnée sur le flanc droit allié de la côte Adriatique avait été secourue/remplacée par la 1re Division d'infanterie canadienne, sous les ordres du major-général Christopher Vokes. À la mi-décembre, après des combats acharnés dans le froid et la boue, la 1re Brigade d'infanterie canadienne se fraye un chemin à 3,2 km d'Ortona et est relayée par la 2e Brigade d'infanterie pour procéder à la  prise de la ville.
Ortona est retenue stratégique, étant une des rares villes portuaires italiennes sur la côte est, dont le port, situé en eau profonde peut être utilisé pour l'accostage des navires alliés afin de raccourcir les lignes de ravitaillement de la 8e armée britannique qui à l'époque, s'étendaient jusqu'à Bari et Tarente.
Les forces alliées reçurent l'ordre de maintenir l'offensive et la seule option envisageable était celle de passer par les zones urbaines d’Ortona et les environs. Ortona constituait une partie du système de défense de la ligne d'hiver et les Allemands avaient dressé une série de positions défensives à même la ville. Les Allemands avaient reçu l'ordre de « se battre pour chaque maison et arbre restant » ,.
Toutefois, des historiens comme Rick Atkinson, accordent une importance moindre à Ortona. Celui-ci cite notamment le maréchal Albert Kesselring qui aurait déclaré : « Nous ne voulons pas défendre Ortona de manière prioritaire, mais les Anglais l'ont fait paraître aussi importante que Rome ». Le général Joachim Lemelsen, commandant transitoire, aurait répondu : « Cela coûte tellement cher en sang, que ça ne peut être justifié ». Néanmoins, les Alliés, croyant qu'il ne s'agirait que d'une bataille mineure, ont maintenu le plan établi. Les Allemands se sont alors impliqués pleinement à la tâche, en défendant la ville avec détermination.

## La bataille

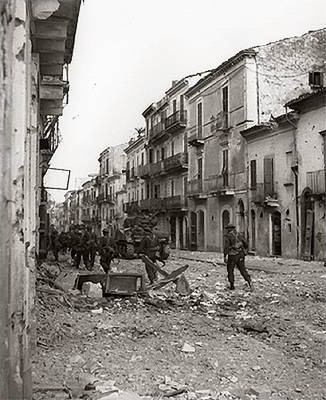
La bataille a vu un combat de maison en maison entre la 1re Division parachutiste allemande et la 1re brigade blindée canadienne.

Les batailles dans la ville d'Ortona avaient été précédées de la conquête de Casa Berardi, une ferme située sur la route entre Orsogna et Ortona, carrefour vital pour les allemands. Le 14 décembre, sous les ordres du capitaine Paul Triquet, la compagnie C du Royal 22e Régiment d'infanterie canadien épaulée par 7 chars M4 Sherman de l’escadron C de l’Ontario Regiment, s'empare des lieux. L’opération coûtera la vie de plusieurs membres de la compagnie. Au total, seuls neuf d’entre eux atteindront le point fortifié. La compagnie C lance son attaque à 7 h 30 du matin. Vers 10 h 30, elle se trouve sur la route entre Orsogna et Ortona, en plein milieu des lignes allemandes. Elle se dirige ensuite vers le nord-ouest dans la direction de Casa Berardi et s’en empare vers 14 h 30. Le capitaine Paul Triquet obtiendra la Croix de Victoria.
Au cours des jours suivants, les Canadiens ont affronté des militaires de la 1re Division parachutiste allemande composée des soldats aguerris. La première attaque canadienne contre la ville est menée le 20 décembre par le Loyal Edmonton Regiment  de la 2e Brigade canadienne, sous les ordres du The Seaforth Highlanders of Canada. Pendant ce temps, des membres de la 3e Brigade d'infanterie de la division lancèrent une attaque du nord vers l'ouest de la ville pour tenter de déjouer les manœuvres et couper les communications de la ville. Mais, en raison du terrain difficile et de la défense allemande ils progressèrent lentement.
Le 21 décembre 1943, le Loyal Edmonton Regiment et le Seaforth Highlanders s'avancent dans Ortona, aidés par les chars du Three Rivers Regiment de la 1re brigade blindée canadienne.

## Les trous de souris
Les Allemands avaient dissimulé plusieurs mitrailleuses et armes antichar dans toute la ville, ce qui rend les mouvements des blindés et de l'infanterie difficiles. Les combats de maison en maison étaient insidieux et les Canadiens firent l’usage d'une tactique appelée « trous de souris », consistant à utiliser des armes telles que le PIAT ou des mines antichars Teller afin de produire une grande ouverture dans le mur d'un bâtiment, à travers laquelle les soldats lançaient des grenades et déclenchaient leur assaut à travers « les trous de souris », tout en dégageant les escaliers menant à l'étage supérieur ou inférieur à l'aide de grenades ou de mitrailleuses. Ils suivaient ensuite leurs adversaires afin de les atteindre, et se battaient de manière répétée, dans des combats rapprochés,.
Le « trou de souris » était également utilisé pour percer et pénétrer des bâtiments par les murs des pièces adjacentes, prenant parfois les troupes ennemies par surprise. Cette tactique fut utilisée de manière répétée, puisqu'à l'inverse, les assauts dans les rues causaient de trop lourdes pertes pour les troupes canadiennes et allemandes.
Les trous de souris permettaient également aux soldats de progresser dans la ville, bâtiment par bâtiment, sans passer par les rues où ils feraient directement face au feu ennemi. Si certaines sources attribuent cette stratégie aux forces canadiennes, un film d'entraînement britannique de 1941 mettait déjà cette tactique en pratique. Les Canadiens furent certainement des utilisateurs précoces, efficaces et courageux de cette technique,.
Tout au long de la bataille d'Ortona, les ingénieurs dans les deux camps ont également fait l’usage d’une tactique brutale, celle d'utiliser des charges de démolition, afin de causer l'effondrement de bâtiments entiers sur les troupes ennemies.
Le 28 décembre, après huit jours de combat, les troupes allemandes épuisées se sont finalement retirées de la ville. Les batailles de la rivière Moro dont Ortona fait partie ont causé la mort de 1 375 Canadiens. Ce nombre représente près d'un quart de tous les Canadiens tués durant l'entièreté la campagne d'Italie.

## Patrimoine

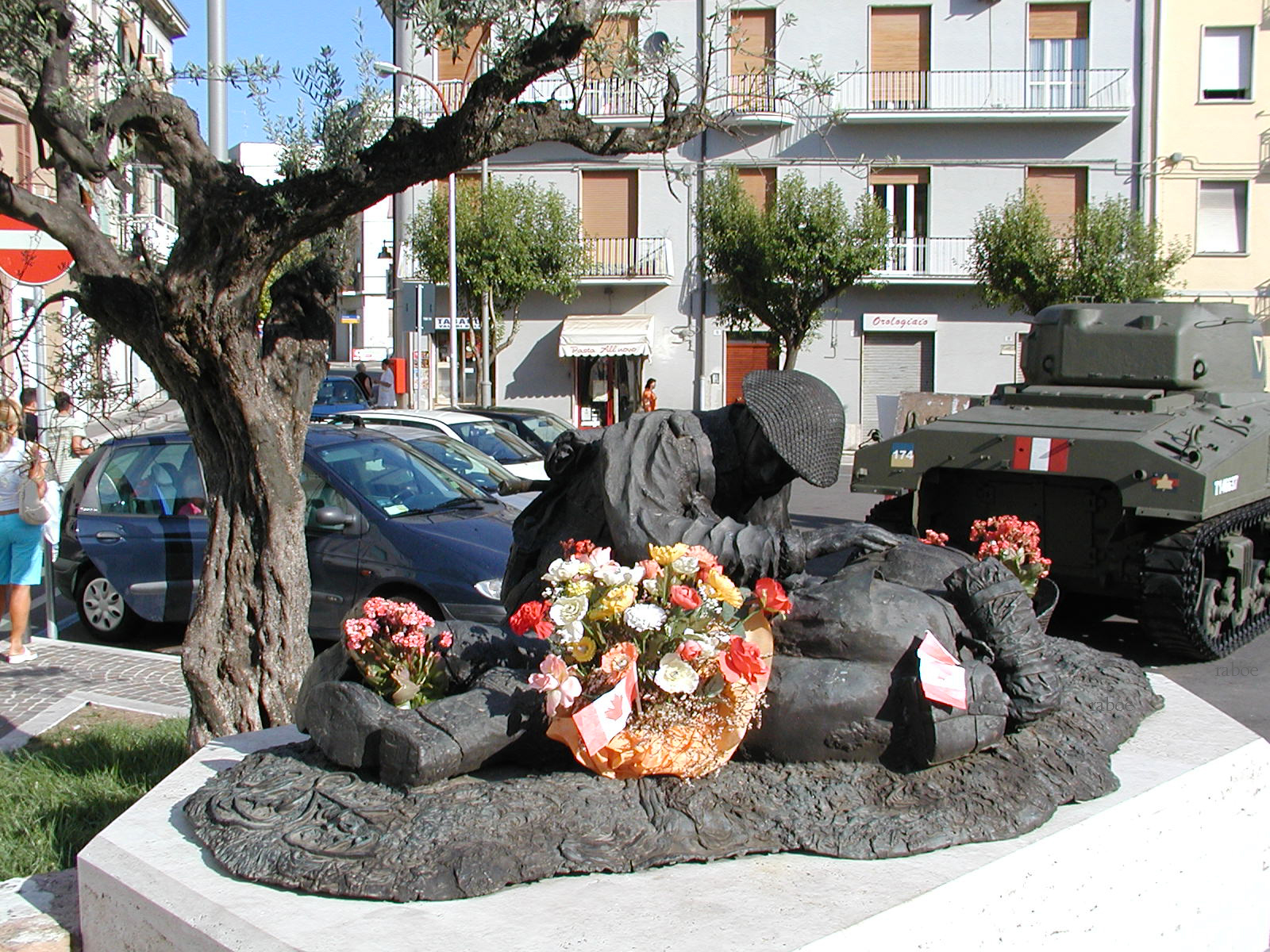
Ortona, Place du Plebiscito : monument aux soldats canadiens, à côté duquel se trouve la plaque commémorative.

La libération d'Ortona est une victoire, mais le mois sera considéré comme le « décembre sanglant » par les forces canadiennes, en raison des nombreuses victimes dans la ville et ses environs. De même, plus de 5 000 Canadiens sont évacués à la suite d'épuisement au combat et de maladie. En plus des morts canadiennes, la 1re division de parachutistes allemands et la  90e division d'infanterie légère (Wehrmacht) ont également connu de nombreuses victimes.
La contribution des troupes canadiennes fut résumée comme suit par le major-général Christopher Vokes, dans un rapport  qu'il a rédigé sur l'offensive d'Ortona : « Nous avons écrasé la 90e Panzer Grenadier Division et nous avons infligé à la 1re Division parachutiste allemande un massacre dont elle se souviendra longtemps. » Néanmoins, après la Seconde Guerre mondiale, l'importance de la bataille d'Ortona fut amoindrie puisqu'elle n’eut pas un impact significatif sur la victoire.

Au mois de novembre 2000, le gouvernement du Canada dressa une plaque sur la Piazza Plebiscito à Ortona, reconnaissant la bataille comme événement national historique canadien qui « a symbolisé les efforts de l'armée canadienne dans la campagne d'Italie, durant la Seconde Guerre Mondiale ».
La plaque se lit comme suit : « Au début de décembre 1943, la 1re division d'infanterie canadienne et la 1re brigade blindée canadienne ont entamé leur plus sauvage bataille de la campagne d'Italie. Dans la boue et la pluie, les troupes ont attaqué depuis la rivière Moro jusqu'à Ortona. Puis, de maison en maison et de pièce en pièce, une féroce bataille fit rage contre les défenseurs allemands résolus. Avec courage, les Canadiens emportèrent la bataille et juste après Noël, ils réussirent finalement à sécuriser la ville ».